# Sibila de Armenia
Sibila de Armenia (1240 - 1290) fue la hija de la reina Isabel y el rey de Armenia Haitón I y fue miembro de la familia hetumiana.
Se casó en 1254 con Bohemundo VI de Antioquía. Antioquía cayó cuando fue conquistada por los mamelucos de Egipto en 1268. Bohemundo VI continuó con el título de príncipe de Antioquía, aunque Antioquía ya no existía. También mantuvo el título de conde de Trípoli.
Cuando Bohemundo VI murió, su heredero Bohemundo VII tenía sólo 14 años de edad, por lo que Sibila asumió la regencia en su nombre. La regencia fue reclamada por Hugo I de Jerusalén, pero Sibila conservó su posición.
Cuando Bohemundo murió, fue sucedido por su hermana Lucía de Trípoli. Dado que el pueblo de Trípoli no estaba satisfecho con tener a un gobernante extranjero, ofrecieron a Sibila el condado de Trípoli. Esta oferta fue retirada después y Lucía se convirtió en princesa y condesa. Sibila luego se retiró a la corte de su hermano León en Armenia.